# Orangefleck-Waldsänger
Der Orangefleck-Waldsänger (Leiothlypis celata, Syn.: Vermivora celata) ist ein kleiner insektenfressender Vogel in der Familie der Waldsänger (Parulidae).

## Merkmale

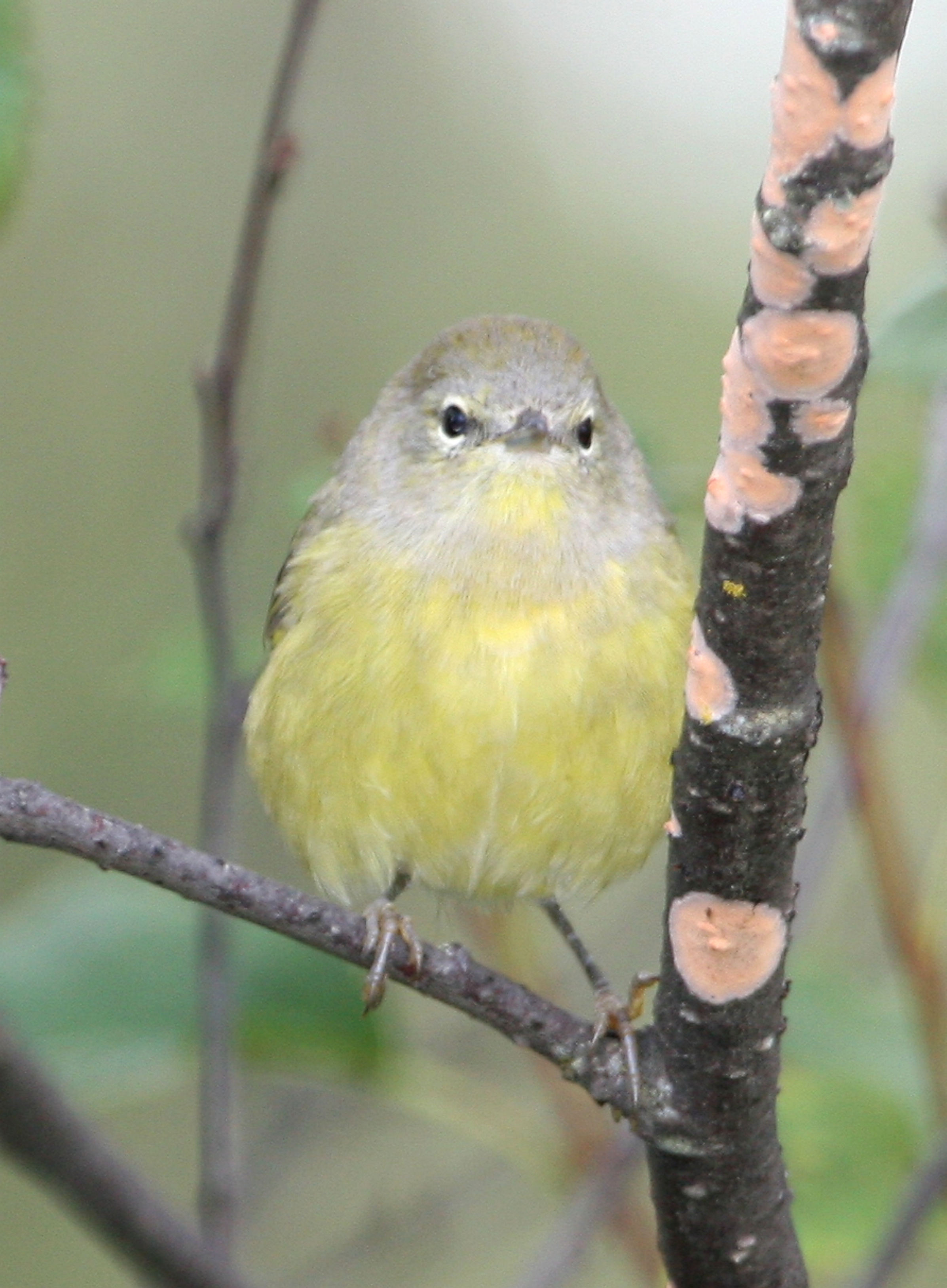
Die Unterart Leiothlypis celata celata

Orangefleck-Waldsänger haben einen gräulichen bis olivgrünen Kopf mit einem kleinen spitzen Schnabel, graue bis olivgrüne Flügeldecken und ein graues bis olivgrünes Oberseitengefieder. Unter den Flügeln und an den Rändern bei den Flügeldecken ist das Gefieder graubraun. Orangefleck-Waldsänger verfügen über neun Primärflugfedern. Namensgebend war der orange Fleck auf der Krone, der jedoch meist nur zu sehen ist, wenn der Orangefleck-Waldsänger bei Drohung die Kronfedern anhebt. Es gibt vier Unterarten. Die westlichen Formen unterscheiden sich von den östlichen durch ein helleres gelbes bis olivgelbes Brust- und Unterseitengefieder und durch ein helleres grau am Kopf. Weibchen und Jungvögel haben bei allen Formen ein etwas stumpferes Federkleid und bei ihnen kann der Kronfleck fehlen oder er ist nicht so stark ausgeprägt wie bei den Männchen.

## Ernährung
Überwiegend ernähren sie sich von Insekten, die sie in Sträuchern aufstöbern, des Weiteren von Früchten, Beeren und Nektar.

## Fortpflanzung
Das Weibchen erbaut ein nach oben geöffnetes schalenförmiges Nest gut versteckt in Sträuchern oder in der hohen Vegetation. In das Nest werden drei bis sechs Eier gelegt, die nach zwölf bis vierzehn Tagen ausgebrütet werden. An der Aufzucht der Jungvögel, die nach acht bis zehn Tagen flügge sind,  beteiligen sich beide Elterntiere.

## Vorkommen
Ihre Brutgebiete befinden sich unter anderen in Alaska, Kanada und im Westen von Nordamerika. Eine Unterart brütet unter anderem von Südkalifornien bis in den Nordwesten von Niederkalifornien. Im Winter ziehen sie unter anderem in den Süden von Nordamerika und nach Zentralamerika. In den östlichen Gebiete von Nordamerika ist der Orangefleck-Waldsänger nicht so häufig anzutreffen wie im Westen.